# Laststeuerung
Laststeuerung oder englisch auch Demand-Side-Management (kurz DSM) bzw. Demand-Side-Response (DSR) bezeichnet die Steuerung der Nachfrage nach netzgebundenen Dienstleistungen bei Abnehmern in Industrie, Gewerbe und Privathaushalten. Sie beziehen sich auf den Energie-Verbrauch ebenso wie auf den Wasserkonsum und die Inanspruchnahme von Verkehrsinfrastrukturen in Städten mit Autos. Durch das Demand-Side-Management kommt es in der Regel zu einer Verringerung der Nachfrage, ohne das Angebot erhöhen zu müssen.
Als Anreize zur Beeinflussung dienen häufige finanzielle Anreize wie spezielle Tarife, mit denen beispielsweise eine Schwachlaststeuerung möglich ist. Daneben sind aber noch zahlreiche weitere Maßnahmen möglich (z. B. PR-Kampagnen, Investitionen in die Netze zur Beseitigung von Netzverlusten oder auch Benutzungsverbote). Zunächst wurde das Demand-Side-Management in der Energiewirtschaft entwickelt.
Durch verschiedene Entwicklungen in der Energiewirtschaft wird die intelligente Laststeuerung zunehmend attraktiv für Netzbetreiber und Endkunden in westlichen Staaten. Hierzu zählen u. a. die Restrukturierung der Energiewirtschaft infolge deren Liberalisierung sowie der sich daraus ergebender Probleme wie z. B. die zunehmende Preisvolatilität sowie die Versorgungssicherheit während hoher Stromnachfrage. Daneben ist die Laststeuerung durch intelligente Stromnetze wichtig für die Umstellung der Energieversorgung auf nachhaltige Produktionsweisen im Rahmen der Energiewende.

## Verfahren
Eine Methode der Laststeuerung in der Energiewirtschaft ist die Lastspitzenkappung, die den Verlauf der aus dem Energienetz bezogenen Leistung mittels Lastverschiebung, Lastabwurf oder Energiespeichersystemen verstetigt.
Bei Engpässen in der Stromerzeugung (z. B. bei Ausfall eines großen Kraftwerks) oder großem Bedarf an elektrischer Energie (Spitzenlast in der Mittagszeit) oder bei Störungen des Netzbetriebs und der Folge einer Unterfrequenz können durch Fernsteuerung – im Niederspannungsnetz in der Regel per Rundsteueranlage – Elektrizität verbrauchende Geräte durch Lastabwurf ab- und wieder zugeschaltet werden.
Industrielle Verbraucher wie Aluminiumhütten oder Wärmepumpenheizungen in privaten Haushalten können eine gewisse Zeit ausgeschaltet werden, ohne den Arbeitsprozess zu beeinträchtigen.
In solchen Fällen wird vorher per Vertrag geregelt, wie lange und welche elektrisch betriebenen Geräte abgeschaltet werden dürfen. Der Abnehmer erhält in solchen Fällen einen Preisnachlass auf seinen allgemeinen Stromtarif. Auch dürfen keine Anlagen abgeschaltet werden, die für die Sicherheit und für den Verbraucher (lebens-)wichtig sind (z. B. Alarmanlagen, Beleuchtung in dunklen Fluren und Räumen, Computeranlagen).
Ohne eine zentrale Steuerung des Lastabwurfs durch Elektrizitätsversorgungsunternehmen können Verbraucher die Laststeuerung durch Verschieben ihres Strombedarfs aus Spitzenlast- in Schwachlastzeiten unterstützen. Durch das Angebot variabler Tarife, die Strom in Schwachlastzeiten deutlich günstiger anbieten, können die Stromanbieter dieses Verhalten finanziell belohnen. Verbrauchern, die eine netzgekoppelte PV-Anlage mit Speichersystem betreiben, wird von einigen Anlagen-Herstellern konkret der Betriebsmodus „Lastspitzenkappung“ angeboten, der auftretende Lastspitzen mit gespeichertem Strom abfängt.

## Lastmanagement in der Praxis

### Lastmanagement für gewerbliche Stromverbraucher und Endkunden
In Deutschland können Großverbraucher von mindestens 50 MW durch die Verordnung zu abschaltbaren Lasten finanziell für spontane Lastabwürfe entschädigt werden.
Großverbraucher mit atypischer Netznutzung werden generell durch die Stromnetzentgeltverordnung tariflich günstiger gestellt.
Laststeuerung wird schon seit vielen Jahren von den Saarbrücker Stadtwerken betrieben. Hierbei werden die Kühltruhen und Kühlschränke in Supermärkten für eine bestimmte Zeit abgeschaltet. Die Thermostate sind dabei vorher so eingestellt, dass sie die Lebensmittel bei einer etwas tieferen Temperatur kühlen bzw. gefrieren. Wird dann vom Stromversorger per Fernsteuerung das Kühlgerät vom Stromnetz getrennt, so können sie ca. 1 bis 2 Stunden abgeschaltet bleiben, bevor sie wieder eingeschaltet werden müssen, um die Lebensmittel vor dem Antauen zu schützen.
Mit Schaltuhren gesteuerte elektrische Verbraucher wie Speicherheizungen (Nachtspeicherofen) sind seit langem bekannt. Auch Zweitarifzähler sind bereits in den 1930er Jahren bekannt gewesen. Die Tarifumschaltung elektronischer Zähler kann vom Netzbetreiber aus mit Rundsteuertechnik geschehen, solche Zähler bieten teilweise Steuerkontakte oder digitale Schnittstellen zum Schalten von Verbrauchern wie elektrischen Heizungen oder Warmwasserboilern.

### Lastmanagement in der Wasserwirtschaft
In zahlreichen Städten (z. B. Frankfurt am Main, Singapur, Windhoek) ist es durch Maßnahmen des Demand-Side-Management gelungen, den Wasserverbrauch vom Wirtschafts- und Bevölkerungswachstum abzukoppeln, so dass es zu einem Null-Wachstum oder sogar zu einem Rückgang des Verbrauchs kam.
Derzeit entsteht ein Lastmanagementprojekt in der Größenordnung von rund 32 MW am Bodensee. Das Seepumpwerk Süßenmühle im baden-württembergischen Sipplingen pumpt täglich Bodenseewasser in eine Aufbereitungsanlage, die auf einer Höhe von 300 Meter liegt. Von dort wird das Wasser an über 4 Millionen Haushalte in Baden-Württemberg verteilt. Der stromverbrauchsintensive Pumpvorgang zur Überwindung des beträchtlichen Höhenunterschieds von 300 Metern wurde bisher nach einem festen zeitlichen Fahrplan durchgeführt, der sich nicht am Verlauf des Börsenstrompreises und kaum an der Netzauslastung orientierte. In einem gemeinsamen Projekt unter Federführung des Fraunhofer IWES in Kooperation mit der Zweckverband Bodensee-Wasserversorgung und dem Kölner Energieunternehmen Next Kraftwerke entstand ein Konzept, das den Pumpvorgang des Seewassers in die Aufbereitungsanlage mit dem Strompreis synchronisiert: Immer dann, wenn der Strompreis niedrig ist und überreichlich Strom aus Erneuerbaren Energien im Stromnetz vorhanden ist, wird Seewasser gepumpt – steigt der Strompreis infolge steigender Stromnachfrage, werden die Pumpen gedrosselt oder abgestellt. Durch Restriktionsvorgaben seitens des Seepumpwerks bzw. des Zweckverbandes bleibt gewährleistet, dass die Wasserversorgung zu keinem Zeitpunkt beeinträchtigt wird.

## Weitere Entwicklungstrends
Maßnahmen zur Laststeuerung erfuhren in den letzten Jahren ein deutlich gesteigertes Forschungsinteresse. Waren in den gesamten 1990er Jahren insgesamt nur wenige Dutzend Forschungsarbeiten zu dem Themenkomplex erschienen, stieg die Zahl seit der Jahrtausendwende stark an. 2000/2001 erschienen knapp 100 Arbeiten, während 2009/10 bereits rund 1.000 Studien publiziert wurden. In den Jahren 2011/2012 stieg die Zahl auf 1.760 neue Paper.
Durch die zunehmende globale Erwärmung, aber auch durch den demographischen Wandel wird zukünftig in zahlreichen Regionen der Welt in der Wasserwirtschaft wegen einer saisonalen oder längeren Wasserknappheit eine Nachfragebeeinflussung erforderlich werden. Wasserversorgungsunternehmen haben sich bereits in den letzten Jahren ausgiebig mit der Thematik beschäftigt.
Durch die Zunahme der fluktuierenden Stromerzeugung durch Photovoltaik- und Windkraftanlagen wird, neben anderen Maßnahmen, die Laststeuerung eine immer größere Bedeutung bekommen. In Großbritannien und den USA werden Mechanismen erprobt, bei denen Haushaltsgeräte wie Kühlschränke, aber auch Trockner und elektrische Boiler je nach Netzfrequenz verzögert bzw. vorzeitig ein- und ausschalten. Damit wirken sie bei der Primärregelung mit. Ein prominenter Feldversuch des Pacific Northwest National Laboratory testete im US-Bundesstaat Washington in 200 Geräten den sog. Grid Friendly Appliance Controller. Einen weiteren Feldtest in UK führte die Firma RLtec mit dem Haushaltsgerätehersteller Indesit und dem Energieversorger npower durch. In Deutschland wird der Einsatz von Demand Side Management derzeit in zwei Pilotprojekten der Deutschen Energie-Agentur (dena) in Zusammenarbeit mit vielen Unternehmen untersucht. Ziel ist es unter anderem, Prozesse zur Analyse und Vermarktung von DSM-Potenzialen in Unternehmen zu erproben und standardisierte Verfahren und Abläufe zu entwickeln.
In Zusammenhang mit diesen Entwicklungen entstand auch der Begriff des Flexumers, der zunehmend an Bedeutung gewinnt. Flexumer sind Letztverbraucher, die ihre Flexibilität (Stromverbrauch, Erzeugungs-, Speicherungskapazitäten) zur Erbringung von Markt-, Netz- oder Systemdienstleistungen einsetzen.
Zur Erhöhung einer globalen nachhaltigen Entwicklung führt auch die Internationale Energieagentur IEA ein DSM-Forschungsprogramm im Verbund mit 15 Staaten durch, darunter auch die Schweiz, Österreich und Italien. Positive Auswirkungen auf die Zuverlässigkeit und Sicherheit von Energiesystemen, auf die Emissionen von CO2 und Schadstoffen, sowie auf Systemkosten und Preisvolatilität sollen mit einer Art „Werkzeugkasten“ für Regierungen und Energieunternehmen erzielt werden.
Die durch DSM-Maßnahmen zur Verfügung gestellte Reserveleistung im Energiebereich kann prinzipiell auch als Minutenreserve oder auf dem Intraday-Spotmarkt der European Energy Exchange gehandelt werden. Die gezielte Beeinflussung der Verbraucherlast ist hierbei planbar im Gegensatz zum obigen Fall der Bereitstellung von Primärregelleistung. So kann z. B. der Start von Spülmaschinen zeitlich verzögert oder vorgezogen werden, wodurch jeweils positive oder negative Reserveleistung bereitgestellt werden kann. Hierbei ist zu beachten, dass der Abruf von Reserveleistung einen weiteren Abruf am Tag mit umgekehrtem Vorzeichen erfordert, da durch zeitliche Lastverschiebungen die über den Tag summierte Gesamtlast unverändert bleibt.